# Marquesado de Aycinena
El marquesado de Aycinena es un título nobiliario español, otorgado el 19 de junio de 1783 por el rey Carlos III a favor de Juan Fermín de Aycinena e Irigoyen, regidor perpetuo en el cabildo de la Nueva Guatemala, con el vizcondado previo de Aldecoa. Su sucesor fue Vicente de Aycinena y Carrillo y, el tercer y último marqués, fue Juan José de Aycinena y Piñol, obispo titular de Trajanópolis y Ministro de Relaciones Exteriores de Guatemala.
El título fue rehabilitado en 1920, por el rey Alfonso XIII, a favor de Elvira de la Plaza y Olace, que se convirtió en la IV marquesa de Aycinena.

## Marqueses de Aycinena
|                                 | Titular                                      | Periodo                 |
| Creación por Carlos III         | Creación por Carlos III                      | Creación por Carlos III |
| ------------------------------- | -------------------------------------------- | ----------------------- |
| I                               | Juan Fermín de Aycinena e Irigoyen           | 1783-1796               |
| II                              | Vicente de Aycinena y Carrillo               | 1798-1814               |
| III                             | Juan José de Aycinena y Piñol                | 1814-1821               |
| Rehabilitación por Alfonso XIII |                                              |                         |
| IV                              | Elvira de la Plaza y Olace                   | 1920-1970               |
| V                               | Pedro de Alcántara de Churruca y de la Plaza | 1971-2012               |
| VI                              | María del Pilar de Churruca y Díez de Rivera | 2012-actual titular     |